# Sarcotoechia serrata
Sarcotoechia serrata är en kinesträdsväxtart som beskrevs av Sally T. Reynolds. Sarcotoechia serrata ingår i släktet Sarcotoechia och familjen kinesträdsväxter. Inga underarter finns listade i Catalogue of Life.